# Ehra-Lessien
Ehra-Lessien é um município da Alemanha localizado no distrito de Gifhorn, estado da Baixa Saxônia.
Pertence ao Samtgemeinde de Brome.